# Koo Kyung-min
Koo Kyung-min (2 januari 2005) is een Zuid-Koreaanse langebaanschaatser. Koo Kyung-min won bij het WK junioren in 2024 in het Japanse Hachinohe goud op zowel de 500m als 1000m. Kort daarna debuteerde hij als junior bij het WK sprint voor de senioren met een tiende plek in het Duitse Inzell.

## Records

### Persoonlijke records
| Afstand    | Tijd    | Datum           | Baan   |
| ---------- | ------- | --------------- | ------ |
| 500 meter  | 34,86   | 8 maart 2024    | Inzell |
| 1000 meter | 1.07,93 | 8 maart 2024    | Inzell |
| 1500 meter | 2.08.25 | 10 januari 2019 | Nagano |
| 3000 meter | 4.37,51 | 3 januari 2019  | Seoul  |

(laatst bijgewerkt: 1 januari 2025)

## Resultaten
| Jaar | WK Sprint              | WK Junioren                       |
| ---- | ---------------------- | --------------------------------- |
| 2023 |                        | 16e 500m · 17e 1000m · teamsprint |
| 2024 | 10e (7e, 14e, 14e, 7e) | 500m · 1000m · 4e teamsprint      |

(#, #, #, #) = afstandspositie op sprinttoernooi (500m, 1000m, 500m, 1000m).